# Huismes
Huismes ist eine französische Gemeinde im Département Indre-et-Loire in der Region Centre-Val de Loire. Sie gehört zum Arrondissement Chinon und zum Kanton Chinon.
Die Gemeinde umfasst 23,76 Quadratkilometer auf 31 bis 118 m Meereshöhe und hat 1446 Einwohner (Stand 1. Januar 2022). Sie liegt an der Indre, kurz vor deren Mündung in die Loire, sechs Kilometer nördlich von Chinon.
Das Gemeindegebiet ist Bestandteil des Regionalen Naturparks Loire-Anjou-Touraine.

## Bevölkerungsentwicklung
| Jahr                       | 1962 | 1968 | 1975 | 1982 | 1990 | 1999 | 2008 | 2018 |
| Einwohner                  | 1231 | 1122 | 1031 | 1132 | 1397 | 1390 | 1519 | 1440 |
| Quellen: Cassini und INSEE |      |      |      |      |      |      |      |      |

## Sehenswürdigkeiten
- Kirche Saint-Maurice; Chor und figurengeschmückte Kapitelle aus dem 12. Jahrhundert; Langhaus 12./13. Jahrhundert; Veränderungen im Innern hauptsächlich im 19. Jahrhundert; Turm des 13. Jahrhunderts auf romanischer Basis; „Passage du Doyenne“, eine bauliche Verbindung zu einem Nachbargebäude, einem ehemaligen Herrensitz, mit bogenförmigen Durchgang, 16. Jahrhundert
- Mehrere Châteaus: Château de la Poiteviniere (19. Jahrhundert), de Contebault (15./16. Jahrhundert), d'Uzage (16. Jahrhundert), de La Villaumer ou La Ville-au-Maire (15. Jahrhundert, im 19. Jahrhundert renoviert; englischer Park)
- Ruinen des Château de Bonaventure (15. Jahrhundert)
- Herrenhäuser des 15. und 16. Jahrhunderts
- La Tourette, ein ehemaliges Kloster, Ende des 16. Jahrhunderts

|  |  |

## Veranstaltungen
- Fête du terroir (Regionale Spezialitäten in Huismes) am 2. Wochenende im Juni

## Persönlichkeiten
- Der Maler, Collagekünstler und Bildhauer Max Ernst (1891–1976) lebte hier mit seiner Frau, der amerikanischen Malerin Dorothea geb. Tanning, im „Le Pin Perdu“ von 1955 bis 1963, bevor sie nach Seillans übersiedelten. Er schuf in diesen Jahren unter anderem den „Max-Ernst-Brunnen“ in Amboise. Seit 2009 gibt es das dem Künstler gewidmete Museum „Maison Max Ernst“.